# Resolutie 1908 Veiligheidsraad Verenigde Naties
Resolutie 1908 van de Veiligheidsraad van de Verenigde Naties werd op 19 januari 2010 unaniem aangenomen door de VN-Veiligheidsraad. De resolutie breidde de MINUSTAH-vredesmacht in Haïti uit naar aanleiding van de aardbeving die het land had getroffen.

## Achtergrond
Haïti werd sedert de jaren 1990 geplaagd door politieke chaos, corruptie en rebellen. In 2004 stuurde de VN de MINUSTAH-vredesmacht naar het land om de orde te handhaven.
In de jaren 2000 werd het land bovendien veelvuldig getroffen door natuurrampen. Zo bracht een zware aardbeving het land, alsook de aanwezige VN-troepen, op 12 januari 2010 grote schade toe.

## Inhoud
De Veiligheidsraad bevestigde zijn voorgaande resoluties over Haïti, en betuigde solidariteit met de getroffenen van de verwoestende aardbeving van 12 januari 2010 en hun families. Het werk van MINUSTAH en andere VN- en internationale organisaties in het land werden gewaardeerd. De Veiligheidsraad erkende dat er sprake was van ernstige omstandigheden en dat een reactie dringend nodig was.
De inspanningen van lidstaten om de overheid en het volk van Haïti en MINUSTAH te steunen werden verwelkomd.
De Veiligheidsraad stond achter de aanbeveling van secretaris-generaal Ban Ki-moon om de troepensterkte van MINUSTAH uit te breiden om het herstel, de wederopbouw en de stabiliteit te ondersteunen. Daarom besloot de Veiligheidsraad dat het militaire component van MINUSTAH zou bestaan uit 8940 troepen en het politiecomponent uit 3711 troepen. De Veiligheidsraad zou de zaak blijven volgen.

## Verwante resoluties
- Resolutie 1840 Veiligheidsraad Verenigde Naties (2008)
- Resolutie 1892 Veiligheidsraad Verenigde Naties (2009)
- Resolutie 1927 Veiligheidsraad Verenigde Naties
- Resolutie 1944 Veiligheidsraad Verenigde Naties

Lijst ·  1908 ·  1909 ·  1910 ·  1911 ·  1912 ·  1913 ·  1914 ·  1915 ·  1916 ·  1917 ·  1918 ·  1919 ·  1920 ·  1921 ·  1922 ·  1923 ·  1924 ·  1925 ·  1926 ·  1927 ·  1928 ·  1929 ·  1930 ·  1931 ·  1932 ·  1933 ·  1934 ·  1935 ·  1936 ·  1937 ·  1938 ·  1939 ·  1940 ·  1941 ·  1942 ·  1943 ·  1944 ·  1945 ·  1946 ·  1947 ·  1948 ·  1949 ·  1950 ·  1951 ·  1952 ·  1953 ·  1954 ·  1955 ·  1956 ·  1957 ·  1958 ·  1959 ·  1960 ·  1961 ·  1962 ·  1963 ·  1964 ·  1965 ·  1966